# Tom Gronau
Tom Gronau (* 22. Juli 1997 in Henstedt-Ulzburg, Schleswig-Holstein) ist ein deutscher Schauspieler, Drehbuchautor und Regisseur.

## Leben
Gronau wuchs im Norden von Hamburg auf und machte 2016 sein Abitur am Alstergymnasium in Henstedt-Ulzburg.
Von 2018 bis 2022 studierte er Schauspiel an der Filmuniversität Babelsberg Konrad Wolf in Potsdam. Gronau gab sein Debüt 2015 in der Fernsehserie Die Pfefferkörner. In einer Folge der ZDF-Krimireihe Unter anderen Umständen spielte er den Mordverdächtigen Liam.
2019 spielte Gronau in Christian Schwochows Kinofilm Deutschstunde nach dem gleichnamigen Roman von Siegfried Lenz den Jugendlichen Siggi Jepsen, der in einer Strafanstalt für schwer erziehbare Jugendliche einen Aufsatz zum Thema „Die Freuden der Pflicht“ schreiben muss und dadurch seine Kindheit aufarbeitet. Dem Film wurde von der Deutschen Film- und Medienbewertung das Prädikat „besonders wertvoll“ verliehen und Gronau, sowie die starke Ensembleleistung, lobend erwähnt.
Im Mai 2020 verkörperte Gronau in dem deutsch-polnischen Polizeiruf 110: Heilig sollt ihr sein! den strenggläubigen Jonas ‚Elias‘ Fleischauer, der bei einem jungen Mädchen einen Kaiserschnitt durchführt und dadurch ungewollt zum Mörder wird. In dem kontrovers diskutierten Polizeiruf wird Gronaus darstellerische Leistung, die unter anderem als „intensiv“ und „beeindruckend“ beschrieben wird, in Kritiken lobend erwähnt.
Zusätzlich inszenierte er als Regisseur und Drehbuchautor die von Pyjama Pictures produzierte Prime-Video-Serie Gerry Star, die 2025 erschien.

## Filmografie (Auswahl)
- 2015: Die Pfefferkörner (Fernsehserie, Folge Durchgeknallt)
- 2016: Unter anderen Umständen: Das Versprechen (Fernsehreihe)
- 2017: SOKO Wismar (Fernsehserie, Folge Hilflos)
- 2018: In aller Freundschaft – Die jungen Ärzte (Fernsehserie, Folge Trau dich!)
- 2018: Chaos-Queens: Lügen, die von Herzen kommen (Filmreihe, Film 4)
- 2018: SOKO Köln (Fernsehserie, Folge Der Tod kommt online)
- 2018: Neben der Spur – Sag, es tut dir leid (Fernsehreihe)
- 2018: Der Alte (Fernsehserie, Folge Aufstiegskampf)
- 2018: In Wahrheit: Jette ist tot (Fernsehreihe)
- 2018: Notruf Hafenkante (Fernsehserie, Folge Au-pair)
- 2018: Raus (Kinofilm)
- 2018: Wo kein Schatten fällt (Fernsehfilm)
- 2019: Zwischen zwei Herzen (Fernseh-Komödie, ARD)
- 2019: SOKO Hamburg (Fernsehserie, Folge Unter Verdacht)
- 2019: Bingo im Kopf (Fernseh-Komödie, ARD)
- 2019: Deutschstunde
- 2020: Polizeiruf 110: Heilig sollt ihr sein!
- 2021: Wir Kinder vom Bahnhof Zoo (Amazon-Prime-Serie)
- 2022: Karla, Rosalie und das Loch in der Wand (Fernsehfilm)
- 2022: Der Zürich-Krimi: Borchert und die bittere Medizin (Fernsehreihe)
- 2022: SOKO Potsdam (Fernsehserie, Folge Game over)
- 2023: Spurlos in Athen (Fernsehfilm, ARD)
- 2023: Morden im Norden (Fernsehserie, Folge Unter Strom)
- 2023: Legend of Wacken (Serie)
- 2023, 2025: In aller Freundschaft (Fernsehserie, Folgen Selbstbestimmung, "Alles für ein Kind")
- 2023: Unter anderen Umständen: Mütter und Söhne
- 2024: Großstadtrevier (Fernsehserie, Folge Knut)
- 2025: Gerry Star